# Liste des évêques et archevêques d'Urbino
L'archidiocèse d'Urbino-Urbania-Sant'Angelo in Vado est un territoire ecclésiastique catholique romaine dans les Marches en Italie-central, créée en 1986. Dans cette année l'archidiocèse historique d'Urbino est combiné avec le diocèse d'Urbania-Sant'Angelo in Vado. L'archidiocèse perd son statut de métropolitain et est aujourd'hui un suffragant de l'archidiocès de Pérouse.
Le premier évêque connu d'Urbino est Leontius, qui reçoit le diocèse de Rimine de Grégoire le Grand(592).
Le pape  Pie IV promeut Urbino au statut métropolitain, avec les suffragants suivants:

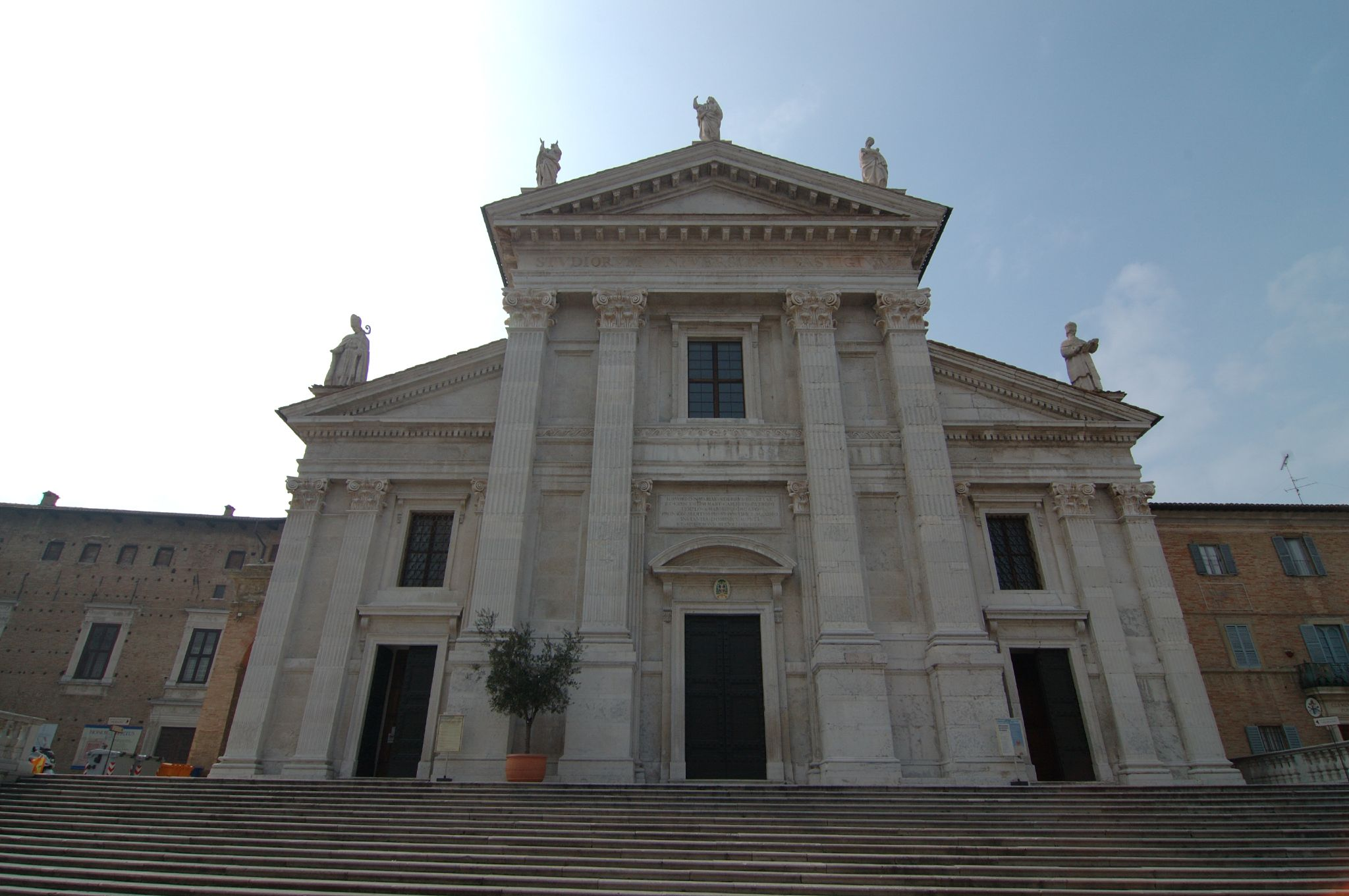
Cathédrale d'Urbino

- Cagli
- Sinigaglia
- Pesaro
- Fossombrone
- Montefeltro
- Gubbio.

Plus tard aussi:
- Sant'Angelo in Vado
- Pergola.

## Liste
Sont donnés ici les évêques et archevêques du diocèse et archidiocèse d'Urbino.

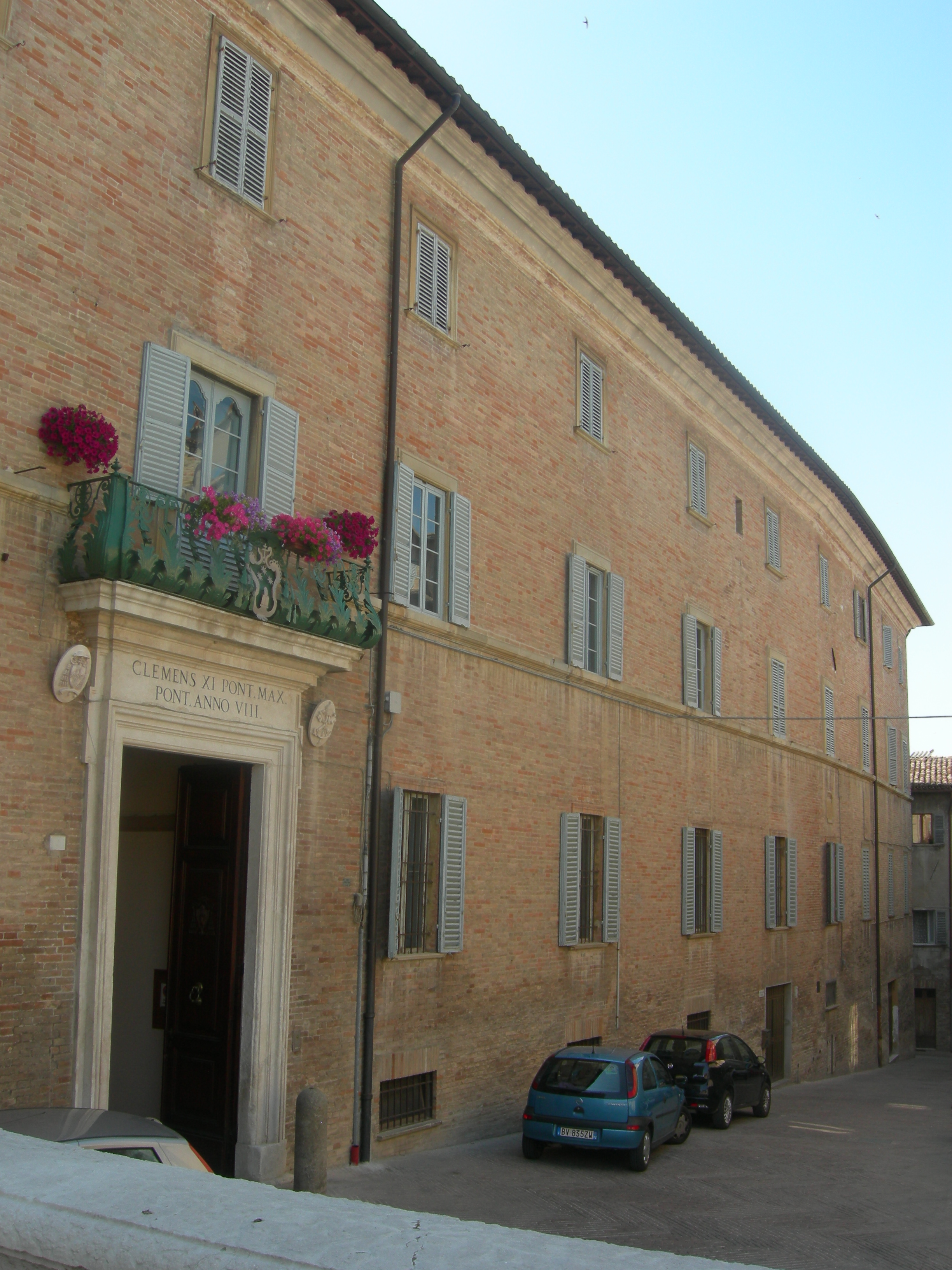
Palais épiscopal d'Urbino

| épiscopat        | nom                      | remarque                        |
| ---------------- | ------------------------ | ------------------------------- |
| 313              | Evandro ?                |                                 |
| 592              | Leontius                 |                                 |
| 680              | Esilarato                |                                 |
| 769              | Temaurino                |                                 |
| 826              | Mariano                  |                                 |
| 853              | Costantino               |                                 |
| 861              | Pierre Ier               |                                 |
| 877              | Jean                     |                                 |
| 887              | Albert                   |                                 |
| 1021             | Teodorico                |                                 |
| 1050             | Teuzone                  |                                 |
| 1056             | Mainardo                 |                                 |
| 1088             | Pierre II                |                                 |
| 1145–1146        | Guidon Ier               |                                 |
| 1162–1192        | Giso                     |                                 |
| 1192–1203        | Ugo Brandi               |                                 |
| 1204–1213        | Vivio                    |                                 |
| 1214             | Ranieri                  |                                 |
| 1220–1242        | Oddon                    |                                 |
| 1242–1258        | Pierre III               |                                 |
| 1259–1283        | Guido Brancaleoni        |                                 |
| 1285–1309        | Egidio                   |                                 |
| 1309–1317        | Giacomo                  |                                 |
| 1317–1340        | Alessandro Guidi         |                                 |
| 1342–1347        | Marco Roncioni           |                                 |
| 1347–1349        | Bartolomeo Carusi        |                                 |
| 1350–1370        | Francesco Brancaleoni    |                                 |
| 1373–1378        | Guglielmo                |                                 |
| 1379             | Francesco                |                                 |
| 1380–1408        | Oddone da Colonna        |                                 |
| 1409–1413        | Matteo Ghiri             |                                 |
| 1413             | Giorgio                  |                                 |
| 1417–1423        | Matteo Ghiri             |                                 |
| 1423–1424        | Tommaso Tomassini        |                                 |
| 1424–1435        | Giacomo Balardi          |                                 |
| 1436–1450        | Antonio Altan            |                                 |
| 1450–1452        | Latino Orsini            |                                 |
| 1452–1463        | Andrea Percibelli        |                                 |
| 1463–1468        | Girolamo Staccoli        |                                 |
| 1468–1478        | Giovanni Millini         |                                 |
| 1478–1486        | Lazzaro Racanelli        |                                 |
| 1486–1491        | Filippo Controni         |                                 |
| 1491–1504        | Giampietro Arrivabene    |                                 |
| 1504–1511        | Gabriele de' Gabrielli   |                                 |
| 1511–1514        | Antonio Trombetta        |                                 |
| 1514–1523        | Domenico Grimani         |                                 |
| 1523–1540        | Giacomo Nordi            |                                 |
| 1540–1542        | Dionisio Laurerio        |                                 |
| 1542–1548        | Gregorio Cortese         |                                 |
| 1548–1551        | Giulio della Rovere      |                                 |
| 1551–1578        | Felice Tiranni           | à partir de 1563 1er archevêque |
| 1578             | Giulio della Rovere      |                                 |
| 1578–1597        | Antonio Giannotti        |                                 |
| 1597–1610        | Giuseppe Ferryerio       |                                 |
| 1610–1620        | Benedetto Ala            |                                 |
| 1621–1623        | Ottavio Accoramboni      |                                 |
| 1623–1635        | Paolo Santorio           |                                 |
| 1636–1639        | Antonio Santacroce       |                                 |
| 1639–1646        | Francesco Vitelli (it)   |                                 |
| 1646–1659        | Ascanio Maffei           |                                 |
| 1660–1667        | Giacomo de Angelis       |                                 |
| 1667–1675        | Callisto Puccinelli      |                                 |
| 1675–1684        | Giambattista Candiotti   |                                 |
| 1685–1701        | Antonio Roberti          |                                 |
| 1703–1709        | Sebastiano Tanara        |                                 |
| 1709–1714        | Antonio Sanvitali        |                                 |
| 1716–1739        | Tommaso Marelli          |                                 |
| 1739–1766        | Antonio Guglielmi        |                                 |
| 1766–1787        | Domenico Monti           |                                 |
| 1787–1819        | Spiridione Berioli       |                                 |
| 1819–1827        | Ignazio Ranaldi          |                                 |
| 1827–1832        | Giangrisostomo Dondini   |                                 |
| 1832–1845        | Giovanni Tanara          |                                 |
| 1846–1881        | Alessandro Angeloni      |                                 |
| 1881–1885        | Antonio Pettinari        |                                 |
| 1885–1889        | Carlo Borgognoni         |                                 |
| 1889–1903        | Nicodario Vampa          |                                 |
| 1904–1908        | Giammaria Santarelli     |                                 |
| 1909–1911        | Ciro Pontecorvi          |                                 |
| 1912–1931        | Giacomo Ghio             |                                 |
| 1932–1952        | Antonio Tani             |                                 |
| 1953–1976        | Anacleto Cazzaniga (it)  |                                 |
| 1977–1999        | Ugo Donato Bianchi (it)  |                                 |
| 2000-2011        | Francesco Marinelli (it) |                                 |
| À partir de 2011 | Giovanni Tani (it)       |                                 |